# Батаљон за специјалне операције ,,Грифони"
Батаљон за специјалне операције Грифони је батаљон у оквиру 72. бригаде за специјалне операције Војске Србије. До краја 2019, био је део специјална бригаде у којој је носио назив 72. извиђачко-диверзантски батаљон.
Указом председника Александра Вучића и одлуком Генералштаба 21. децембра 2019, а у циљу јачања војне и одбрамбене моћи земље, обједињавањем батаљона „Грифони" и батаљона „Соколови" поново је формирана 72. бригада за специјалне операције.

## Обука
Опсег борбене обуке је веома широка и обухвата тактичку, пожара и физичког тренинга био на високом професионалном ризику. Поред веома захтевно селективне обуке, која је први критеријум за пријемне Специјалне бригаде, јединица се реализује:
- Обука припадника јединица у коришћењу хладног оружја, имплементација борилачких вештина уметности, употреба оружја са високом ватреном моћи;
- Обука комплексне акције тактику специјалне операције;
- Тренинг падобранских, роњење, пливање, пењање и спасилачких служби.

## Наоружање
Батаљон је наоружан са Р4 јуришним пушкама, Штајер АУГ пушкама, Х&К 416, снајперима Сако ТРГ-22 и 42, Заставиним М76, М93 Црна Стрела, Барет M82, Аутомат МП5СД, АК-101, АК-74м, Ручним ракетним бацачем ГП-25, Застава М70, Застава M84.

## Обука
У 72. Извиђачко-диверзантски батаљону се реализују садржаји борбене обуке извиђачко диверзантских и јединица за учешће у мировним операцијама. Спектар борбене обуке је веома широк и подразумева тактичку, ватрену и физичку обуку највишег професионалног ризика. Поред веома захтевне селективне обуке, која представља први елиминациони критеријум за улазак у специјалну бригаду, у јединици се реализује:
- оспособљавање припадника јединица у коришћењу хладног оружја, примени борилачких вештина, употреби наоружања са великом ватреном моћи;
- увежбавање сложених радњи тактике специјалних дејстава;
- оспособљавање из падобранства, роњења, пливања, верања и службе спасавања.

## Традиције
72. Извиђачко-диверзантски батаљон је формиран 12. јуна 1992. године. Настао је преформирањем и обједињавањем 72. специјалне бригаде.